# De klokken van Iraz
De klokken van Iraz (Engels: The Clocks of Iraz) is een fantasyroman uit 1971 van de Amerikaanse schrijver Lyon Sprague de Camp. Het is het vierde boek uit de "Novaria"-serie maar het enige dat naar het Nederlands vertaald werd.

## Verhaal
Oude profetieën voorspelden dat de klokken Iraz zouden redden en daarom moet Jorian de grote torenklokken repareren die zijn vader had gebouwd. Als alles goed gaat, kan Karadur proberen Jorians vrouw, koningin Estrildis uit Xylar te redden en zal Jorian worden benoemd tot klokkenmeester van Iraz.

## Informatie
The Clocks of Iraz werd voor de eerste maal gepubliceerd in november 1971 door Pyramid Books en behoorde samen met The Goblin Tower (1968) en The Unbeheaded King (1983) tot de omnibus The Reluctant King. De omnibus met de drie romans werd in hardcover in 1983 door Doubleday gepubliceerd. De drie verhalen horen bij de Novaria-serie die in totaal uit zes romans bestaat.